# The First Ten Years: The Videos
The First Ten Years: The Videos (rewydanie From There to Eternity) – kompilacja wideo, zespołu Iron Maiden, wydana na VHS i Laserdisc w 1990. Wideo zawiera utwory promocyjne z lat 1980-1990 i jest dodatkiem do albumu pt. "The First Ten Years".

## Lista utworów
1. "Women in Uniform"
2. "Wrathchild" (na żywo)
3. "Run to the Hills"
4. "The Number of The Beast"
5. "Flight of Icarus"
6. "The Trooper"
7. "2 Minutes to Midnight"
8. "Aces High"
9. "Running Free" (na żywo)
10. "Wasted Years"
11. "Stranger in a Strange Land"
12. "Can I Play with Madness"
13. "The Evil That Men Do"
14. "The Clairvoyant"
15. "Infinite Dreams" (na żywo)
16. "Holy Smoke"
17. "Tailgunner"
18. "Bring Your Daughter... to the Slaughter"
19. "Be Quick or Be Dead"
20. "Wasting Love"
21. "From Here to Eternity"

Utwory 17–21 zostały dodane do rewydania pt. "From There to Eternity".